# Pseudonortonia lomholdti
Pseudonortonia lomholdti är en stekelart som beskrevs av Giordani Soika 1983. Pseudonortonia lomholdti ingår i släktet Pseudonortonia och familjen Eumenidae. Inga underarter finns listade i Catalogue of Life.